# Boophis baetkei
Boophis baetkei är en groddjursart som beskrevs av Köhler, Glaw och Miguel Vences 2008. Boophis baetkei ingår i släktet Boophis och familjen Mantellidae. Inga underarter finns listade.